# Alfredo Guzzoni
Alfredo Guzzoni (Mantova, 12 aprile 1877 – Roma, 15 aprile 1965) è stato un generale italiano.
È stato governatore dell'Eritrea e sottosegretario alla Guerra.

## Biografia
Nato a Mantova nel 1877 da Postumio e Dejanira Giubellini, Alfredo Guzzoni, compiuti gli studi alla Scuola di Guerra, prende parte alla guerra italo-turca del 1911. Il 18 marzo di questo stesso anno è iniziato in Massoneria nella Loggia Dante Alighieri di Torino. Allo scoppio della prima guerra mondiale è Capo di Stato Maggiore nella VII e XI divisione sino al 1918, quando verrà nominato Capo di Stato Maggiore del III Corpo d'armata.
Passato poi nel 1929 al 58º reggimento di fanteria, nel 1930 viene promosso generale e inviato al comando della III brigata alpina. Nel 1933 comanda l'Accademia Militare di Modena sino al 1934, quando gli verrà affidata anche la XXI divisione dei Granatieri di Sardegna. Con questa divisione prende parte alla guerra d'Etiopia.
Nominato nel 1936 governatore dell'Eritrea, l'anno successivo gli viene affidato un nuovo gruppo: l'XI corpo. Nel 1939 è il comandante del Corpo di spedizione in Albania (operazione OMT), per poi divenire, sempre nello stesso anno, comandante in capo delle truppe d'occupazione e successivamente comandante in capo di tutte le truppe sul suolo albanese. Viene inviato all'inizio di maggio del 1940 a comandare la 4ª Armata sul fronte alpino francese.
Ebbe pessimi rapporti con Galeazzo Ciano (che nel suo diario lo accusa di essere "torbido, infimo, piccolo, grasso e coi capelli tinti").
Lasciò i campi di battaglia per ricoprire la carica di sottosegretario di Stato alla guerra dal 30 novembre 1940 al 25 maggio 1941  e sottocapo di Stato maggiore generale sotto il generale Ugo Cavallero. Inviato nel giugno 1943 in Sicilia, comandò la 6ª Armata. La sua carriera finì con l'invasione anglo-americana sulle coste della Sicilia e con la ritirata delle truppe italiane dal suolo siculo.
Venne rimosso ai primi d'agosto dalle sue funzioni. Si ritirò, ma venne catturato dopo l'8 settembre dalle truppe della Repubblica Sociale Italiana e processato come traditore a seguito di due attacchi che Roberto Farinacci gli lanciò dalle colonne del Regime Fascista. Riuscì però, grazie all'aiuto dei tedeschi, a scampare al plotone d'esecuzione. Nel dopoguerra tentò, inutilmente, di veder riconosciuta la propria azione di comando nella difesa della Sicilia.